# Лая (село)
Ла́я (рос. Лая) — село у складі Горноуральського міського округу Свердловської області.
Населення — 1800 осіб (2010, 1887 у 2002).
Національний склад станом на 2002 рік: росіяни — 94 %.